# Luigi Luiggi
Luigi Luiggi (Genova, 3 agosto 1856 – Roma, 1º febbraio 1931) è stato un politico e ingegnere italiano.

## Biografia
Nel 1878 si diplomò al Regio Collegio di Ingegneria Civile di Torino e poco dopo entrò nel Corpo Reale degli Ingegneri italiani, che lo inviò in Inghilterra per lo studio di porti e fari. Lì incontrò la sua futura moglie, Annie East, di Lincoln, con cui si sposò ed ebbe due figli, Luisa e Mario Luigi. Come primo incarico pubblico di rilievo fu nominato direttore dei lavori del porto di Genova nel 1881.
Più tardi, rimodellò i porti di Genova (1881), Livorno (1882), Palermo, Messina, Ostia, Alessandria d'Egitto, Tobruk (Libia), e Massaua (Eritrea); tra gli altri, e stabilì sull'isola del Tino il primo faro ad azionamento elettrico. Diresse inoltre l'installazione dei traghetti nello Stretto di Messina e l'ampliamento delle banchine di Liona e La Spezia.
Fu capo di stato maggiore del Ministero dei Lavori Pubblici del Regno d'Italia tra il 15 maggio 1892 e l'8 novembre 1893.
Nel 1896 venne incaricato dal governo argentino, per volere del Re Umberto I d'Italia, di effettuare gli studi necessari per installare un porto militare sulla costa atlantica in ottica di un possibile conflitto bellico con il Cile. Dopo aver determinato la posizione, una trentina di km a sud-est della città di Bahía Blanca, venne nominato Direttore Generale delle Opere del Porto Militare, oggi nota come Puerto Belgrano, assistito da Romolo Squadrelli. Durante il suo soggiorno argentino, protrattosi fino al completamento della costruzione della base navale, fu anche nominato consulente per il porto di Buenos Aires.
Come ingegnere portuale raggiunse ampio riconoscimento internazionale e diventò un membro onorario della Società degli Ingegneri di New York e Buenos Aires. Dal 1906 al 1921 fu docente universitario alla Scuola d'ingegneria di Roma di delle costruzioni marittime, prima, e in seguito di costruzioni idrauliche e navigazione interna.
Come soldato partecipò alla campagna italiana del 1882 in Africa, alla guerra italo-turca del 1911-1912, e alla prima guerra mondiale.
Luiggi fu membro del Consiglio d'amministrazione delle ferrovie dal 1905 al 1910 e del Consiglio superiore della pubblica istruzione dal 1914 al 1922. 
Nel 1921 venne eletto deputato della XXVI legislatura del Regno d'Italia, all'interno del gruppo nazionalista. Nel 1924 fu nominato senatore della XXVII legislatura del Regno d'Italia, da parte del Partito Nazionale Fascista, su proposta di Luigi Federzoni.
Ritornò in Argentina di nuovo nel 1928 a 72 anni e rivisitò la città di Punta Alta, che aveva visto nascere e a cui aveva persino dato un nome, Uriburía.
Morì il 1º febbraio 1931 per una trombosi cerebrale mentre si stava preparando per un viaggio a Hull, in Inghilterra, per parlare con il suo collega Cyril Kirkpatrick sull'ampliamento del fiume Humber.

## Opere
- Lavori in calcestruzzo di cemento eseguiti durante fortissimi geli, Bologna, Stabilimenti poligrafici riuniti, 1918
- Fondazioni subacquee ad eccezionali profondità, Roma Tip. Unione Ed., 1915
- La conservazione delle malte di cemento nell'acqua di mare, Bologna, Stabilimenti Poligrafici Riuniti, 1918
- L'irrigazione in Egitto e le dighe sul Nilo, Roma, L'Universelle, 1913
- Sulla migliore preparazione matematica dei giovani allievi ingegneri, Roma, L'Universelle, 1912
- Porti, spiagge e fari della Libia, Roma, Stabilimento tipo-litografico, 1913
- L'evoluzione delle grandi dighe per laghi artificiali, Roma, L'Universelle, 1914
- La derivazione dall'Ombrone per la bonifica di Grosseto, Roma, Stabilimento tipo-litografico del Genio civile, 1914
- Primo contributo allo studio dei materiali per costruzioni idrauliche della Libia, Roma, Tip. nazionale di G. Bertero e c., 1913
- I materiali per costruzioni idrauliche nella colonia eritrea: note di viaggio ed esperimenti ,Roma, Stabilimento tipo-litografico del Genio civile, 1911
- Dighe di scogliera per l'impianto idro-elettrico di Val d'Antrona (Domodossola), Roma, Società degli ingegneri e degli architetti, 1917
- La diga di scogliera di Strawberry in California, Roma, Stabil. tipo-litografico del Genio civile, 1917
- La nuova ferrovia elettrica sotterranea di Londra : note di viaggio, Roma, tip. del Genio Civile, 1889
- Il servizio merci sulle ferrovie inglesi / nota di Luigi Luiggi, Roma, tip. del Genio civile, 1888
- Provvedimenti economici ed amministrativi che possono concorrere a facilitare l'esecuzione e l'esercizio di opere d'interesse precipuamente commerciale nei principali porti del Regno, e in particolare nel porto di Genova, Roma, Bertero, 1895
- El cemento armado en las construcciones maritimas: memoria leida al congresso por el ingeniero Luis Luiggi, Buenos Aires, talleres graficos de la revista tecnica 1910